# سانتا ماریا د پالاوتردرا
سانتا ماریا د پالاوتردرا (به اسپانیایی: Santa Maria de Palautordera) یک شهرستان در اسپانیا است که در استان بارسلون واقع شده‌است.

## خصوصیات
سانتا ماریا د پالاوتردرا ۱۶٫۹ کیلومترمربع مساحت و ۸٬۸۲۳ نفر جمعیت دارد و ۲۰۸ متر بالاتر از سطح دریا واقع شده‌است.